# 크로노 트리거
《크로노 트리거》는 스퀘어가 개발 및 배급한 1995년 롤플레잉 비디오 게임이다. 본래 슈퍼 패미컴 플랫폼으로 제작됐으며 《크로노》 시리즈의 첫 번째 게임이다.
판타지 세계를 무대로 주인공 크로노를 포함한 한 무리의 모험가들이 예고된 대재앙을 막기 위해 시대를 뛰어넘어 여행하는 이야기를 그렸다. 《파이널 판타지》의 액티브 타임 배틀을 개량한 전투 시스템을 채용해 전투에 참여하는 각 구성원이 실시간으로 행동을 취한다. 플레이어는 시간여행을 통해 총 7가지 시대를 오가며 과거에 한 행동이 미래의 사건에 영향을 주는 식으로 게임을 진행할 수 있다.
당시 스퀘어가 일명 '드림 팀'이라 홍보한 세 명의 비디오 게임 디자이너–스퀘어의 《파이널 판타지》 제작자 사카구치 히로노부, 에닉스의 《드래곤 퀘스트》 제작자 호리이 유지, 《드래곤 퀘스트》 원화가 및 《드래곤 볼》 작가 도리야마 아키라–가 제작에 참여했다. 그 외 제작진으로 공동기획 및 공동작가를 맡은 도키타 다카시, 프로듀서 아오키 가즈히코와 각본가 가토 마사토가 있다.
출시 당시 《크로노 트리거》는 상업적 및 비평적 성공을 거둬 비디오 게임 언론으로부터 전폭적인 호평을 받았다. 비평가들은 게임 내 존재하는 다수의 결말, 인물호에 방점을 둔 부가임무, 독특한 전투 시스템과 미려한 그래픽을 강점으로 꼽았다. 미쓰다 야스노리가 우에마쓰 노부오와 협력해 작곡한 사운드트랙도 찬사받았다. 슈퍼 패미컴판은 일본에서 1995년 두 번째로 가장 많이 팔린 게임이었으며 원작 및 이식판의 전세계 총판매량은 350만 장 이상이다.
1999년에 토세가 이식한 플레이스테이션판이 출시됐으며 2008년 닌텐도 DS 이식판이 재차 발매됐다. 2018년 고해상도판이 윈도우로 출시됐다.

## 플레이스테이션 판
속편 《크로노 크로스》 발매 2주전인 1999년 11월 2일에 플레이스테이션 이식 판이 발매되었다. 2002년 1월 17일에는 PS one Books로, 2006년 7월 20일에는 《얼티밋 히츠》로 염가판을 재발매하였다. 2011년 9월 28일부터 게임 아카이브에서 배포가 시작되었다.

## 평가
| 평론 점수         | 평론 점수               | 평론 점수 | 평론 점수 | 평론 점수 |
| 평론사            | 점수                    | 점수      | 점수      | 점수      |
| 평론사            | DS                      | iOS       | SNES      | Wii       |
| ----------------- | ----------------------- | --------- | --------- | --------- |
| 1UP.com           | A                       | N/A       | N/A       | N/A       |
| 올게임            | [ 2 ]                   | N/A       | [ 3 ]     | N/A       |
| EGM               | A                       | N/A       | 37/40     | N/A       |
| 유로게이머        | 10/10                   | N/A       | N/A       | 9/10      |
| 패미츠            | N/A                     | N/A       | 34/40     | N/A       |
| 게임 인포머       | 9/10                    | N/A       | 9.25/10   | N/A       |
| 게임프로          | [ 10 ]                  | N/A       | 20/20     | N/A       |
| 게임스팟          | 8.5/10                  | N/A       | N/A       | N/A       |
| 게임스파이        | [ 13 ]                  | N/A       | N/A       | N/A       |
| 게임스레이더+     | [ 14 ]                  | N/A       | N/A       | N/A       |
| IGN               | 8.8/10 (US) 9.1/10 (AU) | N/A       | 9.5/10    | 10/10     |
| 넥스트 제네레이션 | N/A                     | N/A       | [ 19 ]    | N/A       |
| 닌텐도 파워       | 9/10                    | N/A       | [ 21 ]    | N/A       |
| ONM               | 93%                     | N/A       | N/A       | 90%       |
| 엑스플레이        | [ 23 ]                  | N/A       | N/A       | N/A       |
| 통합 점수         |                         |           |           |           |
| 게임랭킹스        | 92%                     | N/A       | 96%       | N/A       |
| 메타크리틱        | 92/100                  | 71/100    | N/A       | N/A       |

| 수상                      | 수상                                                                              |
| 평론사                    | 수상                                                                              |
| ------------------------- | --------------------------------------------------------------------------------- |
| Electronic Gaming Monthly | Best Super NES Game, Best Role-Playing Game, Best Music in a Cartridge-Based Game |
| GamePro                   | Best RPG Game                                                                     |

### 내용주
1. ↑  플레이스테이션 및 닌텐도 DS판은 토세가 개발. 이후 판은 스퀘어 에닉스가 개발.
2. ↑  플레이스테이션판은 북미에서 스퀘어 일렉트로닉 아츠가 배급. 이후 판은 전부 스퀘어 에닉스가 배급.
3. ↑  일본어: クロノ・トリガー 쿠로노 토리가[*], 영어: Chrono Trigger

### 참조주
1. 1 2  “Chrono Trigger for Nintendo DS from 1UP”.
2. ↑  (영어) Chrono Trigger (DS) - 올게임
3. ↑  (영어) Chrono Trigger (SNES) - 올게임
4. ↑  Pfister, Andrew (December 2008). “Timeless”. 《Electronic Gaming Monthly》 (235): 84. ISSN 1058-918X.
5. ↑  Carpenter, Danyon; Manuel, Al; Semrad, Ed; Sushi-X (August 1995). “Chrono Trigger review”. 《Electronic Gaming Monthly》 (73): 34. ISSN 1058-918X.
6. ↑  Parkin, Simon (2008년 11월 28일). “Chrono Trigger Review”. 《Eurogamer》. 2009년 2월 1일에 원본 문서에서 보존된 문서. 2009년 1월 7일에 확인함.
7. ↑  おオススメ!! ソフト カタログ!!: クロノ・トリガー. Weekly Famicom Tsūshin. No.335. Pg.114. May 12–19, 1995.
8. ↑  Juba, Joe (December 2008). “Chrono Trigger”. 《Game Informer》 (188): 130. ISSN 1067-6392.
9. ↑  “A Magical Adventure Through Time”. 《Game Informer》. August 1995. 1997년 8월 11일에 원본 문서에서 보존된 문서. 2011년 8월 3일에 확인함.
10. ↑  Herring, Will (December 2008). “Chrono Trigger review”. 《GamePro》 (233): 130. ISSN 1042-8658.
11. ↑  Scary Larry (September 1995). “Chrono Trigger”. 《GamePro》 (IDG) (74): 78–80. ISSN 1042-8658.
12. ↑  Anderson, Lark (2008년 11월 21일). “Chrono Trigger Review”. 《Gamespot.com》. 2014년 3월 26일에 원본 문서에서 보존된 문서. 2014년 4월 26일에 확인함.
13. ↑  “Chrono Trigger (DS)”. GameSpy. 2013. 2013년 10월 30일에 원본 문서에서 보존된 문서. 2013년 9월 2일에 확인함.
14. ↑  Words: Henry Gilbert, GamesRadar US. “Chrono Trigger, Chrono Trigger Review, DS Reviews”. Games Radar.com. 2011년 6월 16일에 원본 문서에서 보존된 문서. 2011년 8월 3일에 확인함.
15. ↑  Bozon, Mark (2008년 11월 20일). “Chrono Trigger for DS review”. 《IGN》. 2008년 12월 5일에 원본 문서에서 보존된 문서. 2008년 12월 8일에 확인함.
16. ↑  Kolan, Nick (2009년 2월 3일). “Chrono Trigger DS AU Review”. 《IGN》. 2009년 3월 4일에 원본 문서에서 보존된 문서. 2012년 2월 7일에 확인함.
17. ↑  “Chrono Trigger Super NES”. 《IGN》. 2014년 11월 22일에 원본 문서에서 보존된 문서. 2016년 6월 15일에 확인함.
18. ↑  Thomas, Lucas. “Chrono Trigger Review”. 《IGN》. 2011년 5월 28일에 원본 문서에서 보존된 문서. 2011년 5월 26일에 확인함.
19. ↑  “Finals”. 《Next Generation》. 9호 (Imagine Media). September 1995. 105쪽.
20. ↑  Hoffman, Chris (December 2008). “Chrono Trigger review”. 《Nintendo Power》 (236): 82.
21. ↑  Swan, Leslie (August 1995). “Chrono Trigger review”. 《Nintendo Power》 (75): 52–63, 103, 107.
22. ↑  Jackson, Mike (2011년 5월 20일). “Chrono Trigger: Square's masterpiece finally arrives in UK in its original 16-bit form”. 《Official Nintendo Magazine》. 2014년 10월 27일에 원본 문서에서 보존된 문서. 2012년 2월 11일에 확인함.
23. ↑  Mike D'Alonzo - Posted November 25, 2008 (2008년 11월 25일). “Chrono Trigger DS Review for DS”. G4tv. 2012년 1월 21일에 원본 문서에서 보존된 문서. 2011년 8월 3일에 확인함.
24. ↑  “Chrono Trigger for DS”. 《GameRankings》. CBS Interactive. 2017년 12월 1일에 원본 문서에서 보존된 문서. 2018년 6월 7일에 확인함.
25. ↑  “Chrono Trigger for Super Nintendo”. 《GameRankings》. CBS Interactive. 2017년 12월 2일에 원본 문서에서 보존된 문서. 2018년 6월 7일에 확인함.
26. ↑  “Chrono Trigger for DS Reviews”. 《Metacritic》. CBS Interactive. 2013년 9월 26일에 원본 문서에서 보존된 문서. 2013년 9월 2일에 확인함.
27. ↑  “Chrono Trigger for iPhone/iPad Reviews”. 《Metacritic》. CBS Interactive. 2018년 6월 7일에 확인함.
28. ↑  Electronic Gaming Monthly's Buyer's Guide 1996
29. ↑  “Editor's Choice Awards 1995”. 《GamePro》. 89호 (IDG). February 1996. 26쪽.